# Gillett (thị trấn), Wisconsin
Gillett là một thị trấn thuộc quận Oconto, tiểu bang Wisconsin, Hoa Kỳ. Năm 2010, dân số của thị trấn này là 1.005 người.